# Arcturinoides angulata
Arcturinoides angulata är en kräftdjursart som beskrevs av Kensley, Schotte och Gary C.B. Poore 2007. Arcturinoides angulata ingår i släktet Arcturinoides och familjen Arcturidae.
Artens utbredningsområde är Persiska viken. Inga underarter finns listade i Catalogue of Life.